# Radio Birdman
Radio Birdman est un groupe de rock indépendant australien. Il est formé en 1974 par des musiciens largement influencés par MC5 et The Stooges. Leur nom est directement inspiré des paroles de la chanson 1970, issue de l'album Fun House des Stooges, mais vient d'une erreur de compréhension des paroles. Lorsque Iggy (futur Iggy Pop) chante Radio Burning Up Above, Beautiful Baby Be My Love, les membres fondateurs du groupe ont compris « Radio Birdman » au lieu de « Radio Burning ».

## Biographie
Deniz Tek (en) et Rob Younger (en) forment Radio Birdman en 1974 à Sydney, après avoir quitté leurs groupes TV Jones et The Rats, respectivement. Deniz Tek est né à Ann Arbor dans le Michigan, la ville qui a vu naitre les Stooges.  Le duo décide de former un groupe qui défiera la musique commerciale et qui sera sans compromission. Ils recrutent le claviériste Philip « Pip » Hoyle, le batteur Ron Keeley et le bassiste Carl Rorke. 
Après avoir été rejetés plusieurs fois des salles de concerts, en mi-1975, Radio Birdman trouve une salle à l'Oxford Tavern de Taylor Square, à Sydney. Ils la renommeront finalement The Funhouse. Sous leur management, la Funhouse devient le repère de groupes laissés pour compte. Avant l'ouverture de cette salle, Carl Rorke quitte le groupe et est remplacé par l'ami de longue date de Rob Younger, Warwick Gilbert (également ancien membre des Rats).
Un de leurs morceaux paru en France, Aloha Steve and Danno, est une reprise du thème musical du feuilleton Hawaï police d'État. Des compositions et des reprises des Stooges (T.V. Eye) ou de The 13th Floor Elevators (You're Gonna Miss Me) composent les deux albums du groupe Radios Appear en 1977 (version australienne) puis 1978 (version overseas) et Livin eyes sorti en 1981, mais enregistré au Pays de Galles en 1978. Ce second et dernier album est donc paru alors que le groupe n'existait plus, séparé à la suite de problèmes internes, tensions, divergences musicales et problèmes d'ego.
Radio Birdman (dont la carrière est retracée dans un coffret LP nommé Under the Ashes) devint New Race en 1981, le temps de 14 concerts et de trois albums live The First and the Last, The First to Pay et The Second Wave (les deux derniers parus sur le label français Revenge contenant chacun des extraits du premier). New Race est en fait un supergroupe formé de plusieurs anciens Radio Birdman (Denis Tek, Warwick Gilbert et Rob Younger, occasionnellement Chris Masuak) avec Ron Asheton, le guitariste des Stooges, de Destroy All Monsters et de The New Order (qui n'a rien à voir avec leurs homonymes anglais) et de Dennis Thompson, le batteur des MC5 et de The New Order. Le chanteur Rob Younger fondera ensuite les The New Christs, tandis que Chris Masuak intégra The Screaming Tribesmen puis Hitmen DTK, et jouera avec The Outside. Parallèlement à une carrière militaire, Denis Tek mena une carrière principalement solo.
Le groupe se reforme en 1996 pour une tournée qui donne naissance à l'album live Ritualism, puis à nouveau en 2006 (avec Jim Dickson des Barracudas à la basse). Un autre album live intitulé Live In Texas est sorti en 2010 sur leur propre label Radio Birdman. Cet album contient des extraits de deux concerts enregistrés à Austin et Houston le 24 et le 26 juin 2007.

## Discographie

### Albums studio
- 1977 : Radios Appear
- 1978 : Radios Appear "Overseas Version" (deux morceaux en plus)
- 1981 : Livin Eyes
- 2006 : Zeno Beach
- 2010 : Live In Texas

### 45 tours
- 1976 : Burn My Eyes : Smith and Wesson Blues/Snake/I-94/Burn My Eye
- 1976 : New Race/TV Eyes
- 1976 : Aloha Steve and Danno/Anglo Girl Desire
- 1978 : What's Gives/Anglo Girl Desire
- 1981 : Alone in the Endzone/Breaks My Heart
- 1988 : More Fun! : Dark Surprise (live) /Break Ly Heart (live)/More Fun (live)/Didn't Tell the Man

### Compilations
- 1982 : Soldiers of rock'n roll (compilation avec cinq morceaux de Radio Birdman et deux de New Race)
- 1988 : Under the Ashes (coffret)
- 1996 : Ritualism (album live)